# 赫里斯托斯·措利斯
赫里斯托斯·措利斯（希臘語：Χρήστος Τζόλης；2002年1月30日—），是一名希腊足球运动员，场上司职左边锋，目前效力于比甲俱樂部布魯日，亦是希腊国家队队员之一。

## 俱乐部生涯

### 早期生涯
措利斯在家乡球队多萨潘塔洛夫斯的青训学院开启了自己的足球生涯，从2006年效力至2010年，然后加盟了希腊国内豪门帕奥克。2015年，在伦纳特·约翰松杯（当地一项面向13至14岁的青少年的杯赛）中，13岁的希腊人大放异彩。在5场比赛中，这名右脚边锋打入11球，帮助球队闯入决赛。虽然球队在最终的决战中不敌对手，但措利斯还是获得了赛事金靴奖，并被投票评为了赛事最佳球员。2018年，他回到了帕奥克，为U-17梯队在25场比赛中攻入29球，包括在希腊冠军赛半决赛中对帕纳辛奈科斯打进的两球。

### 帕奥克
2020年6月20日，在仅仅为一线队出战的第二场比赛中，18岁的希腊人就在比赛中使用了娴熟的技术为帕奥克攻入了扳平一球。值得注意的是，措利斯在仅仅23场U-19希腊超比赛中就打入了19球。他也成为了在2019–20赛季中打进希腊超进球的最年轻的球员。
2020年8月25日，在帕奥克与贝西克塔什的欧冠预选赛中，措利斯梅开二度，并为队友佩尔卡斯送出了一记助攻，帮助球队3-1取胜。2020年9月11日，在2020–21赛季的揭幕战中，措利斯攻入了全场唯一一粒进球，帮助球队1-0战胜拉里萨，并获得了比赛MVP称号。2020年9月17日，措利斯与俱乐部续约至2024年，并去除了他合同中的买断条款。2020年11月5日，在帕奥克主场4-1战胜埃因霍温的欧联杯小组赛中，措利斯攻入一球，帮助球队提升了晋级淘汰赛的几率。

### 諾維奇城
2021年8月12日，措利斯離開PAOK加盟英超俱樂部诺里奇城，簽署為期五年的合約。

## 国家队生涯
措利斯曾代表过希腊的U-17国少队及U-19国青队比赛。在U-17层面，他为希腊队出场9次，攻入6球。2020年10月7日，在希腊1-2不敌奥地利的比赛中，措利斯在第82分钟时替补登场，换下了里姆尼奥斯，完成了成年国家队首秀。在登场比赛时，他年仅18岁8个月零7天，成为了希腊国家队队史中出场第7年轻的球员。2020年11月11日，在希腊2-1击败塞浦路斯的比赛中，措利斯打进了自己的第一粒国际比赛进球。

## 个人生活
措利斯的父母来自于阿尔巴尼亚的德罗普利，曾生活在北伊庇鲁斯地区的希腊社区中。

## 生涯数据

### 俱乐部
最後更新：2021年5月22日
| 俱乐部   | 赛季     | 联赛     | 联赛 | 联赛 | 本土杯赛 | 本土杯赛 | 欧战 | 欧战 | 其他 | 其他 | 合计 | 合计 |
| 俱乐部   | 赛季     | 联赛级别 | 出场 | 进球 | 出场     | 进球     | 出场 | 进球 | 出场 | 进球 | 出场 | 进球 |
| -------- | -------- | -------- | ---- | ---- | -------- | -------- | ---- | ---- | ---- | ---- | ---- | ---- |
| 帕奥克   | 2019–20  | 希腊超   | 9    | 1    | 1        | 0        | 0    | 0    | —    | —    | 10   | 1    |
| 帕奥克   | 2020–21  | 希腊超   | 33   | 6    | 4        | 5        | 9    | 5    | —    | —    | 46   | 16   |
| 生涯合计 | 生涯合计 | 生涯合计 | 42   | 7    | 5        | 5        | 9    | 5    | 0    | 0    | 56   | 17   |

### 国家队
最後更新：2021年6月6日
| 国家队 | 年份 | 出场 | 进球 |
| ------ | ---- | ---- | ---- |
| 希腊   | 2020 | 4    | 1    |
| 希腊   | 2021 | 4    | 0    |
| 合计   | 合计 | 8    | 1    |

#### 国家队进球
先列出的数字为希腊的比分；比分栏列出佐利斯进球后的比分，结果栏显示希腊的全场比分。
| #  | 日期           | 地点                   | 对手     | 比分 | 结果 | 赛事   |
| -- | -------------- | ---------------------- | -------- | ---- | ---- | ------ |
| 1. | 2020年11月11日 | 希腊雅典，卡马拉斯球场 | 賽普勒斯 | 1–0  | 2–1  | 友谊赛 |

## 荣誉

### 俱乐部
帕奥克
- 希腊杯冠军：2020–21（英语：2020–21 PAOK FC season）[10]

### 個人
- 帕奥克賽季最佳球員：2020–21